# Публий Корнелий Руфин (диктатор)
Вижте пояснителната страница за други личности с името Публий Корнелий Руфин.
Публий Корнелий Руфин (на латински: Publius Cornelius Rufinus) е политик от времето на Римската република. Той е прапрапрадядо на Луций Корнелий Сула и баща на Публий Руфин (консул през 290 пр.н.е.).
Обявен е за диктатор от римския Сенат, през 333 пр.н.е.. За началник на конницата е избран Марк Антоний. Тези избори за диктатор и началник на конницата са оспорени заради нарушение на религиозни процедури, след което диктатора Руфин и Антоний са принудени да подадат оставка същата година.